# Parti des travailleurs d'Autriche
Le Parti des travailleurs d'Autriche (en allemand : Partei der Arbeit Österreichs, abrégé en PdA) est un parti politique communiste autrichien. Il a été fondé le 12 octobre 2013 par l'Initiative communiste, une faction dissidente marxiste-léniniste du Parti communiste d'Autriche (KPÖ) qui était insatisfaite de l'orientation idéologique du parti. 

## Histoire
Initiative communiste était à l'origine une faction interne du Parti communiste d'Autriche créée en 2004 pour diffuser les idées marxistes-léninistes dans le parti. Elle quitte le KPÖ en 2005 en citant un manque de démocratie interne.
Des délégués de plusieurs partis communistes d'Europe (notamment le Parti communiste allemand, le Parti communiste de Grèce, le Parti communiste des peuples d'Espagne et le Parti ouvrier hongrois) ont participé à la conférence de création du Parti des travailleurs d'Autriche.

## Idéologie
Le Parti des travailleurs d'Autriche se définit comme socialiste et communiste, tirant ses racines dans la tradition marxiste-léniniste. Il se considère comme un parti de la classe ouvrière, internationaliste et anti-impérialiste. Le parti milite pour la défense des droits sociaux et démocratiques des travailleurs, l'émancipation des femmes, la préservation de l'environnement, la lutte contre le fascisme et se présente comme anti-militariste. Il a pour objectif la chute du capitalisme et la création d'une société socialiste sans classes. 